# Phelsuma vanheygeni
Espèce
Statut de conservation UICN

 EN B1ab(iii) : En danger
Statut CITES
Phelsuma vanheygeni est une espèce de geckos de la famille des Gekkonidae.

## Répartition
Cette espèce est endémique de la région de Diana à Madagascar. Elle se rencontre dans la péninsule d'Ampasindava.

## Description
C'est un gecko insectivore, diurne et arboricole.

## Étymologie
Cette espèce est nommée en l'honneur de Emmanuel van Heygen qui a collecté l'holotype.

## Publication originale
- Lerner, 2004 : A new taxonomically isolated species of the genus Phelsuma Gray, 1825 from the Ampasindava peninsula, Madagascar. Phelsuma, vol. 12, p. 91-98 (texte intégral).